# NGC 2664
NGC 2664 – grupa gwiazd znajdująca się w gwiazdozbiorze Raka, klasyfikowana jako gromada otwarta lub asteryzm. Odkrył ją John Herschel 20 marca 1830 roku. Jej odległość od Słońca szacowana jest na ok. 5,4 tys. lat świetlnych.